# Alex Chilton
William Alexander "Alex" Chilton, född 28 december 1950 i Memphis, Tennessee, död 17 mars 2010 i New Orleans, Louisiana, var en amerikansk gitarrist, sångare och låtskrivare. Han spelade bland annat med popgruppen The Box Tops, som hade en stor framgång med låten "The Letter" på 1960-talet, och med bandet Big Star, där även bland andra Chris Bell var medlem. Chilton avled den 17 mars 2010 av en hjärtattack.

## Diskografi, solo
Studioalbum
- 1979 – Like Flies on Sherbert
- 1980 – Bach's Bottom
- 1987 – High Priest
- 1989 – Black List
- 1994 – Clichés
- 1995 – A Man Called Destruction
- 1996 – 1970
- 1999 – Loose Shoes and Tight Pussy

Livealbum
- 1982 – Live in London
- 2004 – Live in Anvers
- 2013 – Electricity By Candlelight / NYC 2/13/97
- 2015 – Ocean Club '77

Samlingsalbum
- 1978 – One Day in New York
- 1985 – Lost Decade
- 1985 – Document
- 1987 – Stuff
- 1991 – Best of Alex Chilton
- 1991 – 19 Years: A Collection of Alex Chilton
- 1997 – Top 30
- 2011 – Free Again: The "1970" Sessions